# Murène étoilée
Echidna nebulosa · Murène étoilée, Murène à flammes, Murène à cristaux de neige
Espèce
Synonymes
- Echidna variegata Forster, 1848
- Gymnothorax boschi (Bleeker, 1853)
- Gymnothorax boschii (Bleeker, 1853)
- Lycodontis boschi (Bleeker, 1853)
- Muraena boschii Bleeker, 1853
- Muraena nebulosa Ahl, 1789
- Muraena ophis Rüppell, 1830
- Poecilophis nebulosa (Ahl, 1789)

Echidna nebulosa, communément nommé Murène étoilée, Murène à flammes ou Murène à cristaux de neige, est une espèce de poissons marins de la famille des Muraenidae.

## Description

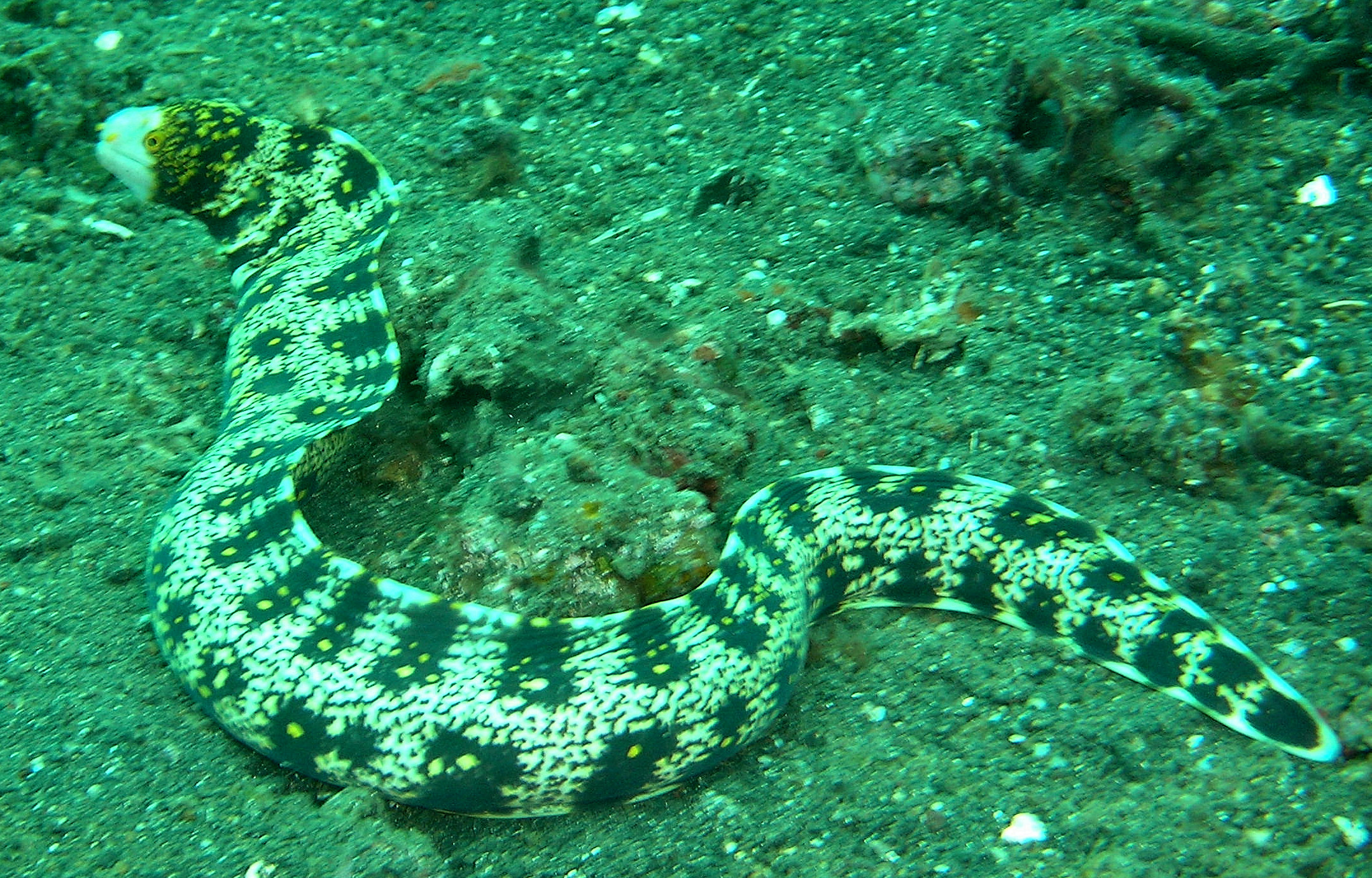

Sa taille maximale est de 100 cm mais sa taille commune est plutôt de l'ordre de 50-70 cm.
C'est une murène classique, au corps serpentiforme comprimé latéralement. Sa couleur de fond est blanche (parfois jaunâtre), décorée par une fine réticulation noire. Deux rangées de taches noires complexes parcourent le corps, ornées de points jaunes. Ces motifs sont plus denses sur la tête, comme tatouée de jaune et de noir malgré un museau blanc, avec des narines jaunes tubulaires et proéminentes.

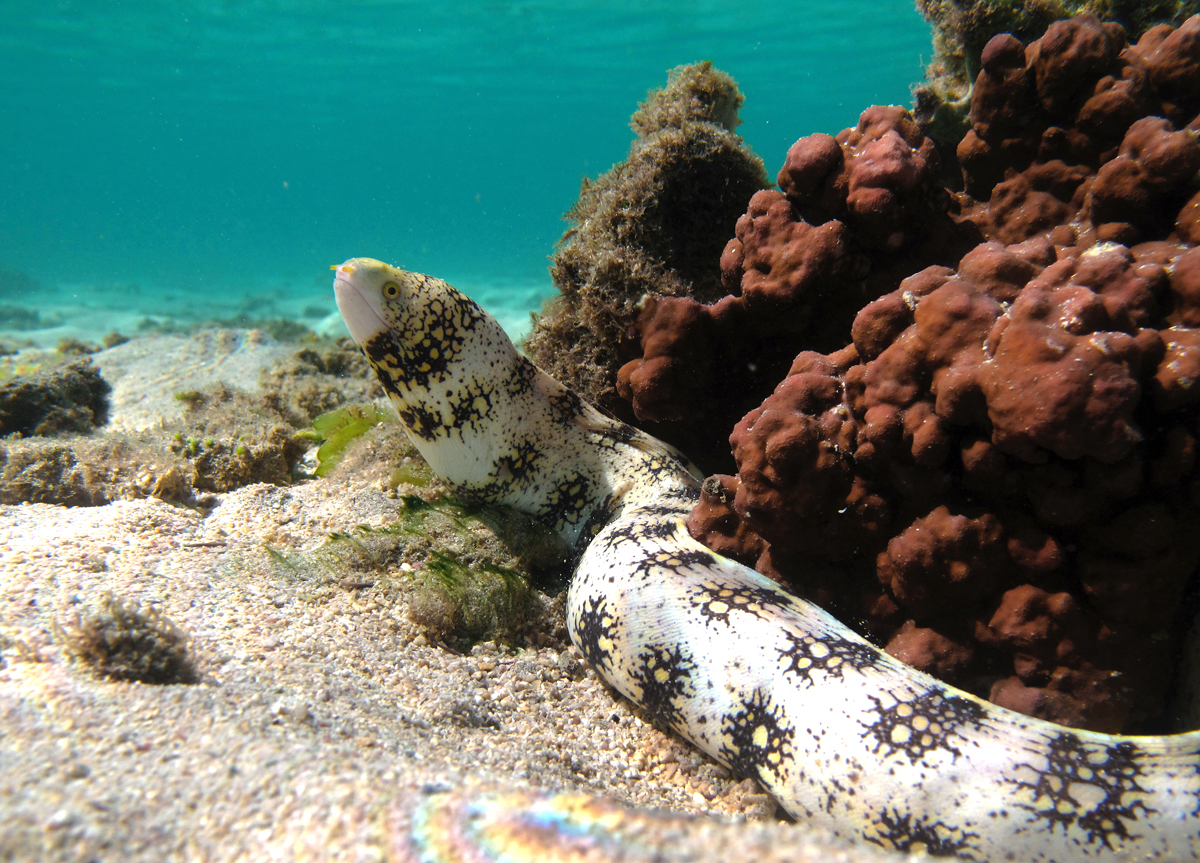
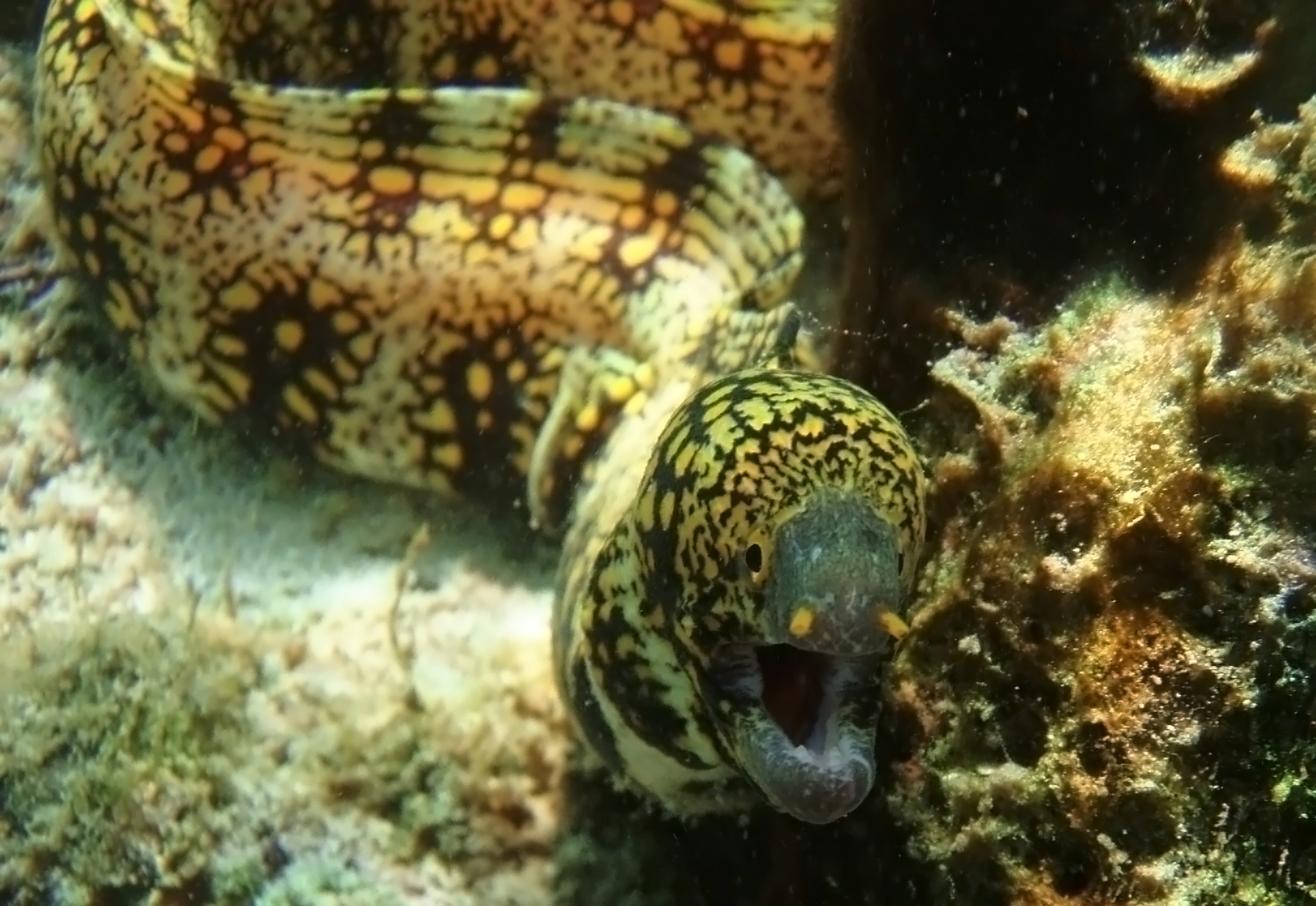
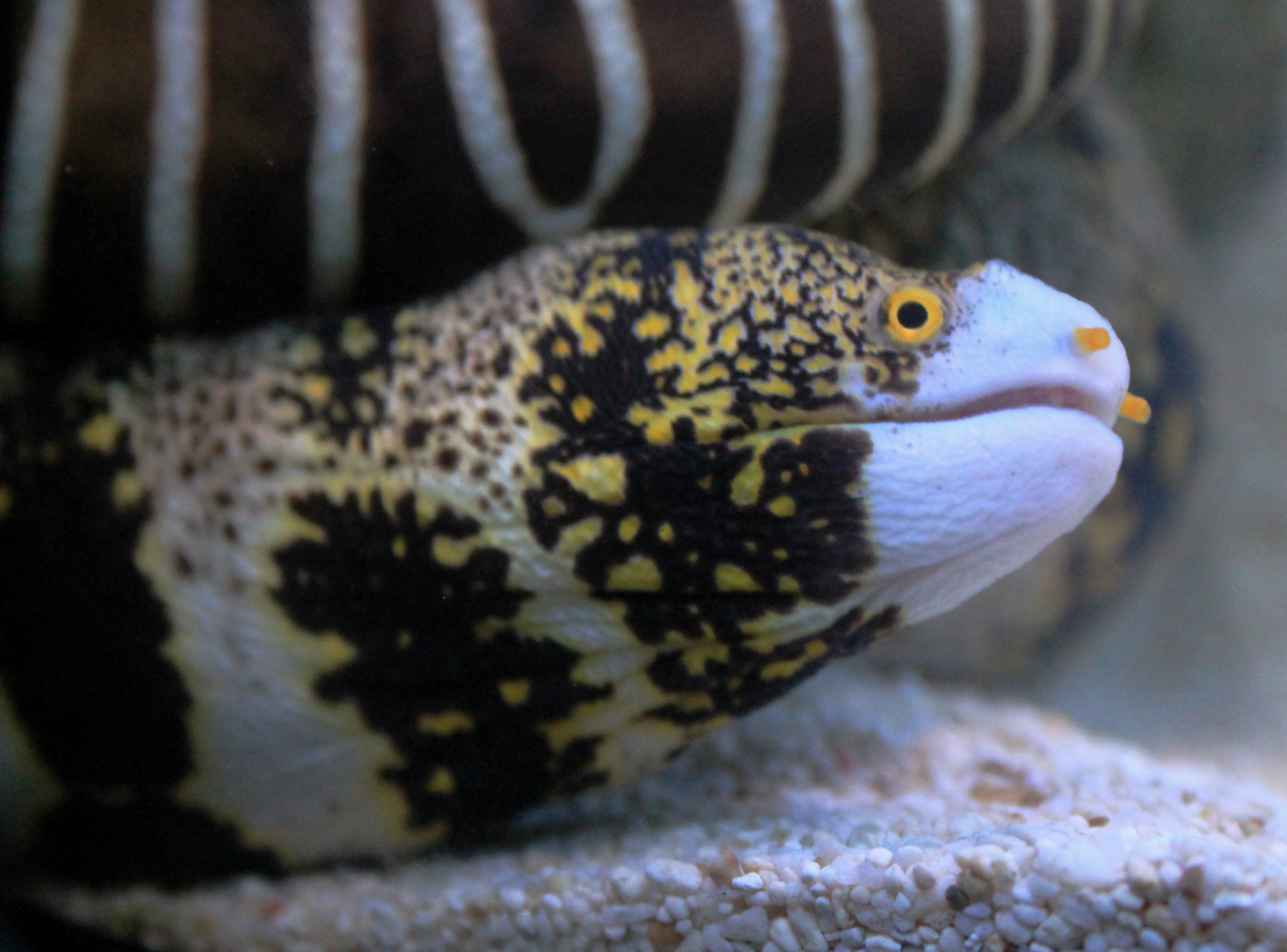
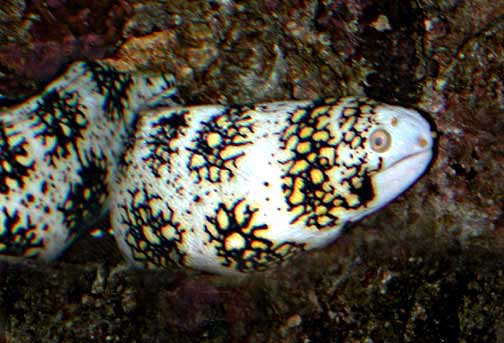

## Distribution
La Murène étoilée est présente dans les eaux tropicales de l'Indo-Pacifique, soit des côtes orientales de l'Afrique à Hawaii en passant par la Micronésie, mer Rouge incluse.. On la trouve également dans l'est du Pacifique, du sud de la Basse-Californie au Mexique et du Costa Rica au nord de la Colombie, à des profondeurs comprises entre 2 et 30 m.

## Relations à l'Homme
C'est une petite murène, discrète et craintive, et relativement inoffensive pour les humains sauf en cas de danger mortel. 
Elle est relativement appréciée en aquarium, où elle s'accommode assez facilement, et se nourrit de crustacés. 

## Publication originale
- Ahl, J. C. 1789. Specimen ichthyologicum de muraena et ophichtho, quod præside Carol. Pet. Thunberg, modeste offert Jonas Nicol. Ahl. 14 pages, pl. 1-2. Upsaliæ (Université d'Uppsala), (Dissertation présentée le 27 juin 1789). (lire en ligne)